# Liste der Kulturgüter in Holderbank SO
Die Liste der Kulturgüter in Holderbank SO enthält alle Objekte in der Gemeinde Holderbank im Kanton Solothurn, die gemäss der Haager Konvention zum Schutz von Kulturgut bei bewaffneten Konflikten, dem Bundesgesetz vom 20. Juni 2014 über den Schutz der Kulturgüter bei bewaffneten Konflikten sowie der Verordnung vom 29. Oktober 2014 über den Schutz der Kulturgüter bei bewaffneten Konflikten unter Schutz stehen.
Objekte der Kategorien A und B sind vollständig in der Liste enthalten, Objekte der Kategorie C fehlen zurzeit (Stand: 1. Januar 2023).

## Kulturgüter
| Foto |                                                                           | Objekt                                         | Kat. | Typ | Standort                         | Beschreibung |
| ---- | ------------------------------------------------------------------------- | ---------------------------------------------- | ---- | --- | -------------------------------- | ------------ |
| ja   | Datei hochladen · Wikidata zu Ruine Alt-Bechburg (Q1552127)               | Ruine Alt-Bechburg KGS-Nr.: 04569              | A    | F/G | Hof Oberschloss 625171 / 242446  |              |
| ja   | Datei hochladen · Wikidata zu Katholische Kirche St. Fridolin (Q29880886) | Katholische Kirche St. Fridolin KGS-Nr.: 04570 | B    | G   | Kirchgasse 98 623783 / 242564    |              |
| BW   | Datei hochladen · Wikidata zu Wohnhaus Hof Oberschloss (Q29880887)        | Sennhof Alt Bechburg KGS-Nr.: 11160            | B    | G   | Oberschloss 56 625244 / 242435   |              |
| BW   | Datei hochladen · Wikidata zu Ehemaliges Untervogthaus (Q29880882)        | Ehemaliges Untervogthaus KGS-Nr.: 13541        | B    | G   | Dorfplatz 3 623783 / 242521      |              |
| BW   | Datei hochladen · Wikidata zu Ehemaliges Pfarrhaus (Q29880881)            | Ehemaliges Pfarrhaus KGS-Nr.: 13542            | B    | G   | Hinterdorfweg 20 624047 / 242627 |              |
| BW   | Datei hochladen · Wikidata zu Ehemaliges Zollhaus (Q29880885)             | Ehemaliges Zollhaus KGS-Nr.: 13974             | B    | G   | Lochhaus 50 624889 / 243487      |              |